# A Republikanska futbolna grupa 1988-1989
L'edizione 1988-89 della A PFG vide la vittoria finale del CFKA Sredets Sofia, che conquista il suo venticinquesimo titolo.
Capocannoniere del torneo fu Hristo Stoichkov del CFKA Sredets Sofia con 23 reti.

## Classifica finale
|    | Classifica                 | G  | V  | N  | P  | GF | GS | Dif | Pt |
| -- | -------------------------- | -- | -- | -- | -- | -- | -- | --- | -- |
| 1  | CFKA Sredec Sofia (CB)     | 30 | 20 | 9  | 1  | 86 | 24 | +62 | 49 |
| 2  | Vitoša Sofia (C)           | 30 | 17 | 5  | 8  | 63 | 38 | +25 | 39 |
| 3  | FK Etăr                    | 30 | 13 | 8  | 9  | 48 | 30 | +18 | 34 |
| 4  | Trakija Plovdiv            | 30 | 12 | 9  | 9  | 49 | 36 | +13 | 33 |
| 5  | Beroe Stara Zagora         | 30 | 13 | 7  | 10 | 41 | 46 | -5  | 33 |
| 6  | Dunav Ruse (N)             | 30 | 12 | 7  | 11 | 29 | 32 | -3  | 31 |
| 7  | Černo More Varna (N)       | 30 | 10 | 10 | 10 | 33 | 43 | -10 | 30 |
| 8  | Lokomotiv Sofia            | 30 | 12 | 4  | 14 | 36 | 34 | +2  | 28 |
| 9  | Pirin Blagoevgrad          | 30 | 12 | 3  | 15 | 34 | 33 | +1  | 27 |
| 10 | Sliven                     | 30 | 11 | 5  | 14 | 38 | 39 | -1  | 27 |
| 11 | Slavia Sofia               | 30 | 8  | 10 | 12 | 32 | 36 | -4  | 26 |
| 12 | Lokomotiv Gorna Orjahovica | 30 | 11 | 4  | 15 | 26 | 45 | -19 | 26 |
| 13 | Botev Vraca                | 30 | 9  | 8  | 13 | 32 | 53 | -21 | 26 |
| 14 | Lokomotiv Plovdiv          | 30 | 10 | 6  | 14 | 31 | 55 | -24 | 26 |
| 15 | Spartak Varna              | 30 | 7  | 9  | 14 | 37 | 54 | -17 | 23 |
| 16 | Minjor Pernik              | 30 | 8  | 6  | 16 | 27 | 44 | -17 | 22 |

- (C) Campione nella stagione precedente
- (N) squadra neopromossa
- (CB) vince la Coppa di Bulgaria

### Verdetti
- CFKA Sredec Sofia Campione di Bulgaria 1988-89.
- Spartak Varna e Minjor Pernik retrocesse in B PFG.

### Qualificazioni alle Coppe europee
- Coppa dei Campioni 1989-1990: CFKA Sredec Sofia qualificato.
- Coppa UEFA 1989-1990: Vitoša Sofia qualificato.